# Coelostathma
Coelostathma är ett släkte av fjärilar. Coelostathma ingår i familjen vecklare.
Kladogram enligt Catalogue of Life:
| Coelostathma | \| \| Coelostathma binotata \| \| \| \| \| \| Coelostathma discopunctana \| \| \| \| \| \| Coelostathma immutabilis \| \| \| \| \| \| Coelostathma parallelana \| \| \| \| |
|              | \| \| Coelostathma binotata \| \| \| \| \| \| Coelostathma discopunctana \| \| \| \| \| \| Coelostathma immutabilis \| \| \| \| \| \| Coelostathma parallelana \| \| \| \| |
|              | Coelostathma binotata |
|              | |
|              | Coelostathma discopunctana |
|              | |
|              | Coelostathma immutabilis |
|              | |
|              | Coelostathma parallelana |
|              | |

## Bildgalleri

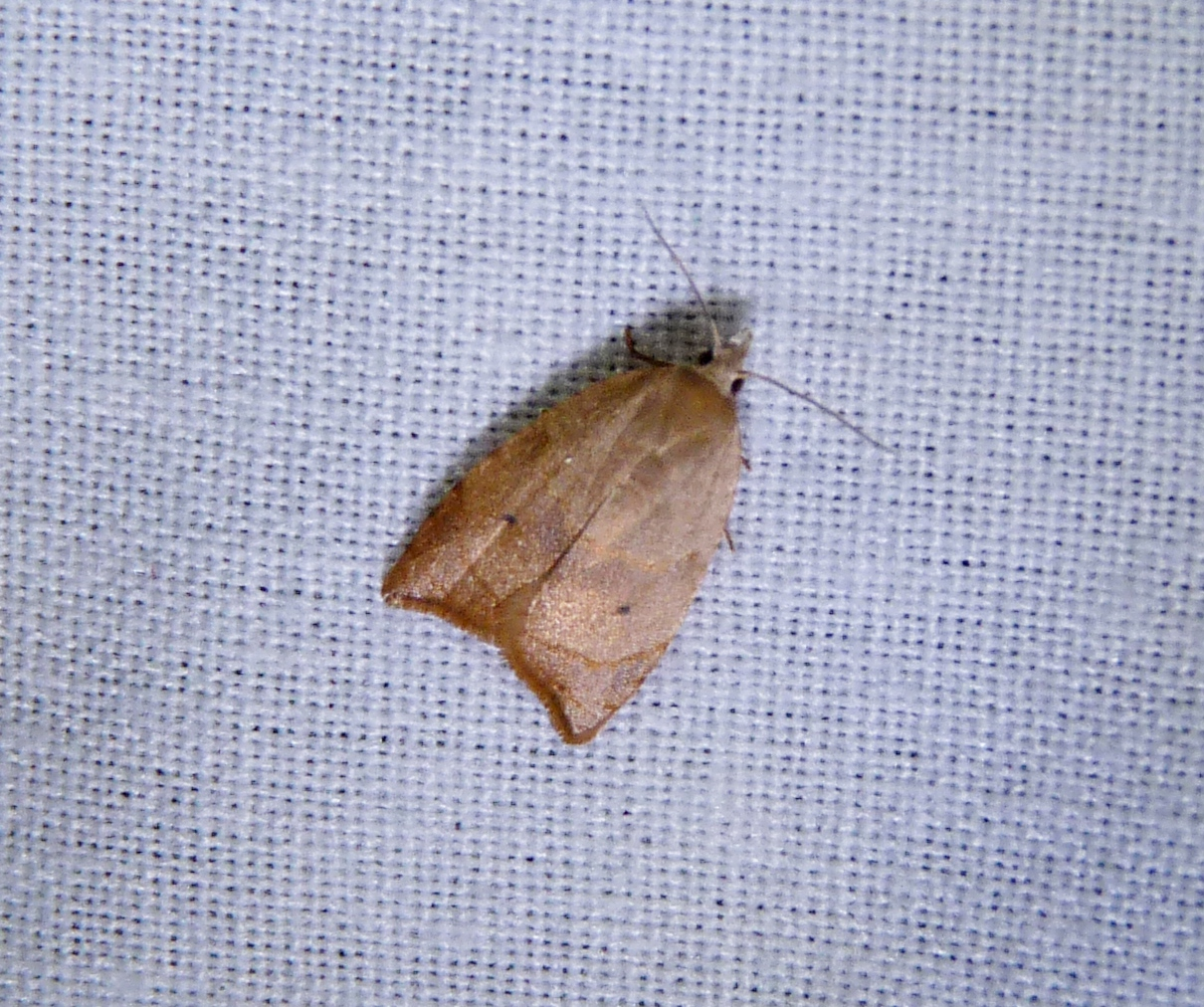